# 樋口敬二
樋口 敬二（ひぐち けいじ、1927年11月26日 - 2018年10月19日）は、日本の雪氷物理学者、名古屋大学名誉教授。

## 来歴・人物
朝鮮半島（現在の韓国）の木浦で生まれ、京都で育つ。第三高等学校時代に氷の実験を試み、1949年、中谷宇吉郎に師事するために北海道大学に入学、1952年北海道大学理学部卒、1955年同大学院研究奨学生前期修了。1960年理学博士。1961年北大理学部助教授。航空機を使って石狩平野の降雪雲を観測し「紙の雪」の撒布実験などを行う。1966年名古屋大学理学部教授。現地調査・航空機によって雪渓・氷河・永久凍土などを観測し、地球温暖化の影響に関する先駆的研究を進めた。1973年『地球からの発想』で日本エッセイスト・クラブ賞受賞。1991年名大を定年退官、名誉教授、中部大学教授（-1997年）、1993年名古屋市科学館館長（-2005年）。
2018年10月19日に肺炎のため死去。90歳没。
指導学生に藤井理行元国立極地研究所所長や、3Dプリンタ考案者の小玉秀男などがいる。

## 受賞・受章歴
- 1965年 - 日本気象学会賞
- 1971年 - 日本雪氷学会賞
- 1981年 - 秩父宮記念学術賞（ネパール・ヒマラヤ氷河学術調査隊「ネパール・ヒマラヤの氷河と気候に関する研究」により）
- 1990年 - 中日文化賞[1]
- 1993年 - 紫綬褒章[1]
- 2002年 - 東海テレビ文化賞
- 2002年 - 勲三等旭日中綬章[1][5]

## 著書
- 『地球からの発想』1972 新潮選書 のち朝日文庫
- 『氷河への旅』1982 (新潮選書)
- 『食べものと日本人の知恵』（編）パンリサーチインスティテュート 1982
- 『雪と氷の世界から』1985 (岩波新書)
- 『新しい日本を創る』講談社 1988.12
- 『地球温暖化と日本』第一法規出版東海支社 (県民大学叢書) 1999
- 『夢を翔んだ翼ボイジャー 無給油無着陸の世界一周機』酣燈社 2010